# Distretto di Tulcea
Il distretto di Tulcea (in rumeno Județul Tulcea ) è uno dei 41 distretti della Romania, ubicato nella regione storica della Dobrugia.

## Centri principali
| Città                   | Abitanti |
| ----------------------- | -------- |
| Tulcea                  | 92 379   |
| Măcin                   | 11 011   |
| Babadag                 | 10 146   |
| Sarichioi               | 7 213    |
| Jijila                  | 5 808    |
| Greci                   | 5 476    |
| Isaccea                 | 5 341    |
| Dati del 1º luglio 2007 |          |

## Struttura del distretto
Il distretto è composto da 1 municipio 4 città e 46 comuni:

### Municipio
- Tulcea

### Città
- Babadag
- Isaccea
- Măcin
- Sulina

### Comuni
- Baia
- Beidaud
- Beștepe
- C. A. Rosetti
- Carcaliu
- Casimcea
- Ceamurlia de Jos
- Ceatalchioi
- Cerna
- Chilia Veche

- Ciucurova
- Crișan
- Dăeni
- Dorobanțu
- Frecăței
- Greci
- Grindu
- Hamcearca
- Horia

- I. C. Brătianu
- Izvoarele
- Jijila
- Jurilovca
- Luncavița
- Mahmudia
- Maliuc
- Mihai Bravu
- Mihail Kogălniceanu

- Murighiol
- Nalbant
- Niculițel
- Nufăru
- Ostrov
- Pardina
- Peceneaga
- Sarichioi
- Sfântu Gheorghe

- Slava Cercheză
- Smârdan
- Somova
- Stejaru
- Topolog
- Turcoaia
- Valea Nucarilor
- Valea Teilor
- Văcăreni